# Byzantská Kréta
Ostrov Kréta se dostal pod správu Byzantské říše ve dvou obdobích. První zahrnuje období od konce Římské nadvlády ve 3. století po zabrání ostrova Andalůskými vyhnanci okolo roku 820. A druhé období začíná po osvobození v roce 961 a končí v roce 1205, kdy ostrov získali Janov a Benátky.

## Historie

### První byzantské období
Za římské vlády tvořila Kréta spojenou provincii s Kyrenaikou, které nesla název Creta et Cyrenaica. Za vlády Diokleciána (284 – 305) se stala Kréta samostatnou provincií, ale Konstantin Veliký (284 – 305) ji podřídil Moesii a později Makedonii.  Ovšem nějaké správní orgány jako například ctihodný Koinon ostrova přetrvávaly až do konce 4. století, ale jako všude jinde v říši byly tyto provinční občanské úřady opuštěné tváří v tvář rostoucí síle císařských úředníků.
Během této doby byl ostrov velmi klidnou provinční stojatou vodou v okrajové části řecko-římského světa. Tamní biskupové dokonce chybí na prvním nikajském koncilu na rozdíl od biskupů ze sousedních ostrovů jako je Kós a Rhodos. V výjimkou útoku Vandalů v roce 457 a velkých zemětřesení v letech 365, 415, 448 a 531, která zničila mnoho měst, zůstal ostrov klidný a prosperující, jak o tom svědčí četné a rozlehlé památky z tohoto období. V 6. století je Kréta označena tak, že ji řídí konzul z hlavního města Gortynu spolu s dalšími 22 městy. Počet obyvatel se v této době odhaduje na vysoké číslo 250 000. Pro porovnání má v současnosti (2011) 623 065 obyvatel. V této době bylo náboženství téměř bezvýhradně křesťanské s výjimkou několika židů žijících v městských centrech.

### Dobývání Kréty Araby

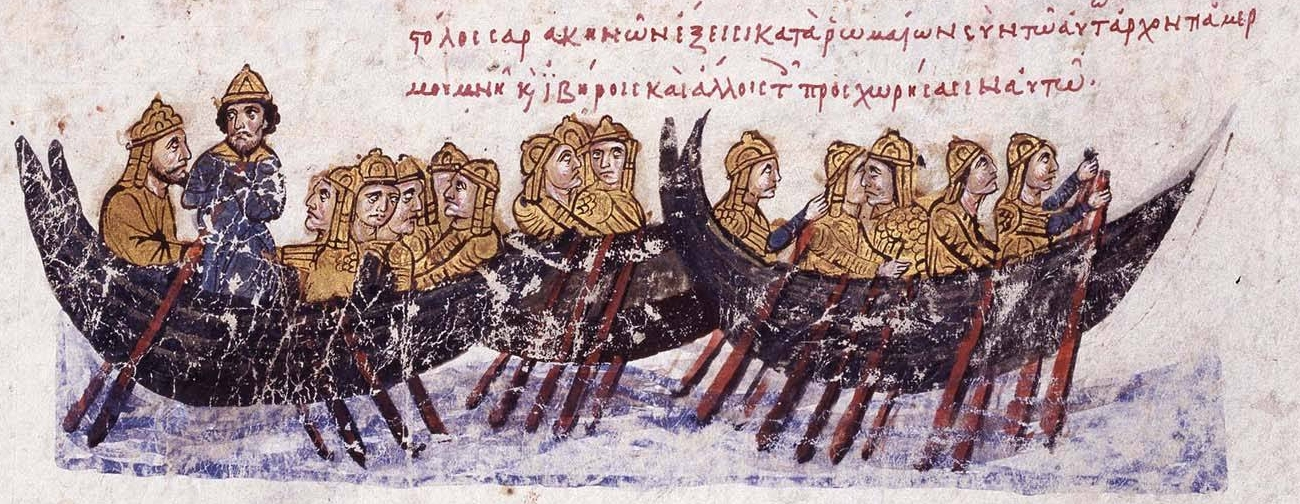
Saracéni plují dobýt Krétu, obrázek z 13. století

Mír byl rozbit v 7. století. Kréta utrpěla první nájezd Slovanů v roce 623, následují arabské nájezdy v letech 654 a 670 během první vlny muslimského dobývání a poté znovu během prvních desetiletí 8. století, zejména za chalífy Valída I. (705–715). Poté zůstal ostrov relativně v bezpečí v područí archóna jmenovaného z Konstantinopole. V roce 732 převedl císař Leon III. Syrský ostrov z pravomoci papeže konstantinopolskému patriarchovi. Byzantská vláda skončila na konci 20. let 8. století, kdy ostrov začala dobývat početná skupina vyhnanců z muslimského Španělska. Byzantinci se opakovaně snažili nájezdníky vyhnat a zdá se, že strategos jmenoval části ostrova, které dosud obsazeny nejsou. Postupně bylo založeno město Chandax (dnešní Iraklio), které se stalo hlavním městem nového Krétského emirátu. Pád Kréty do rukou Arabů přinesl Byzantincům problémy, protože otevřel pobřeží a ostrovy Egejského moře pirátství.